# Арпашу-де-Жос (комуна)
Арпашу-де-Жос (рум. Arpașu de Jos) — комуна у повіті Сібіу в Румунії. До складу комуни входять такі села (дані про населення за 2002 рік):
- Арпашу-де-Жос (1127 осіб) — адміністративний центр комуни
- Арпашу-де-Сус (1285 осіб)
- Ноу-Ромин (391 особа)

Комуна розташована на відстані 188 км на північний захід від Бухареста, 37 км на схід від Сібіу, 135 км на південний схід від Клуж-Напоки, 78 км на захід від Брашова.

## Населення
За даними перепису населення 2002 року у комуні проживали 2803 особи.
Національний склад населення комуни:
| Національність | Кількість осіб | Відсоток |
| -------------- | -------------- | -------- |
| румуни         | 2681           | 95,6%    |
| цигани         | 80             | 2,9%     |
| угорці         | 40             | 1,4%     |
| німці          | 2              | 0,1%     |

Рідною мовою назвали:
| Мова      | Кількість осіб | Відсоток |
| --------- | -------------- | -------- |
| румунська | 2736           | 97,6%    |
| угорська  | 38             | 1,4%     |
| циганська | 29             | 1,0%     |

Склад населення комуни за віросповіданням:
| Релігія                                       | Кількість осіб | Відсоток |
| --------------------------------------------- | -------------- | -------- |
| православні                                   | 2646           | 94,4%    |
| адвентисти                                    | 77             | 2,7%     |
| реформати                                     | 28             | 1,0%     |
| бретрени                                      | 27             | 1,0%     |
| греко-католики                                | 4              | 0,1%     |
| римо-католики                                 | 3              | 0,1%     |
| лютерани                                      | 2              | 0,1%     |
| п'ятдесятники                                 | 1              | < 0,1%   |
| лютерани (Синодально-пресвітеріанська церква) | 1              | < 0,1%   |
| атеїсти                                       | 1              | < 0,1%   |
| не вказали релігію                            | 10             | 0,4%     |